# Molla bokskog

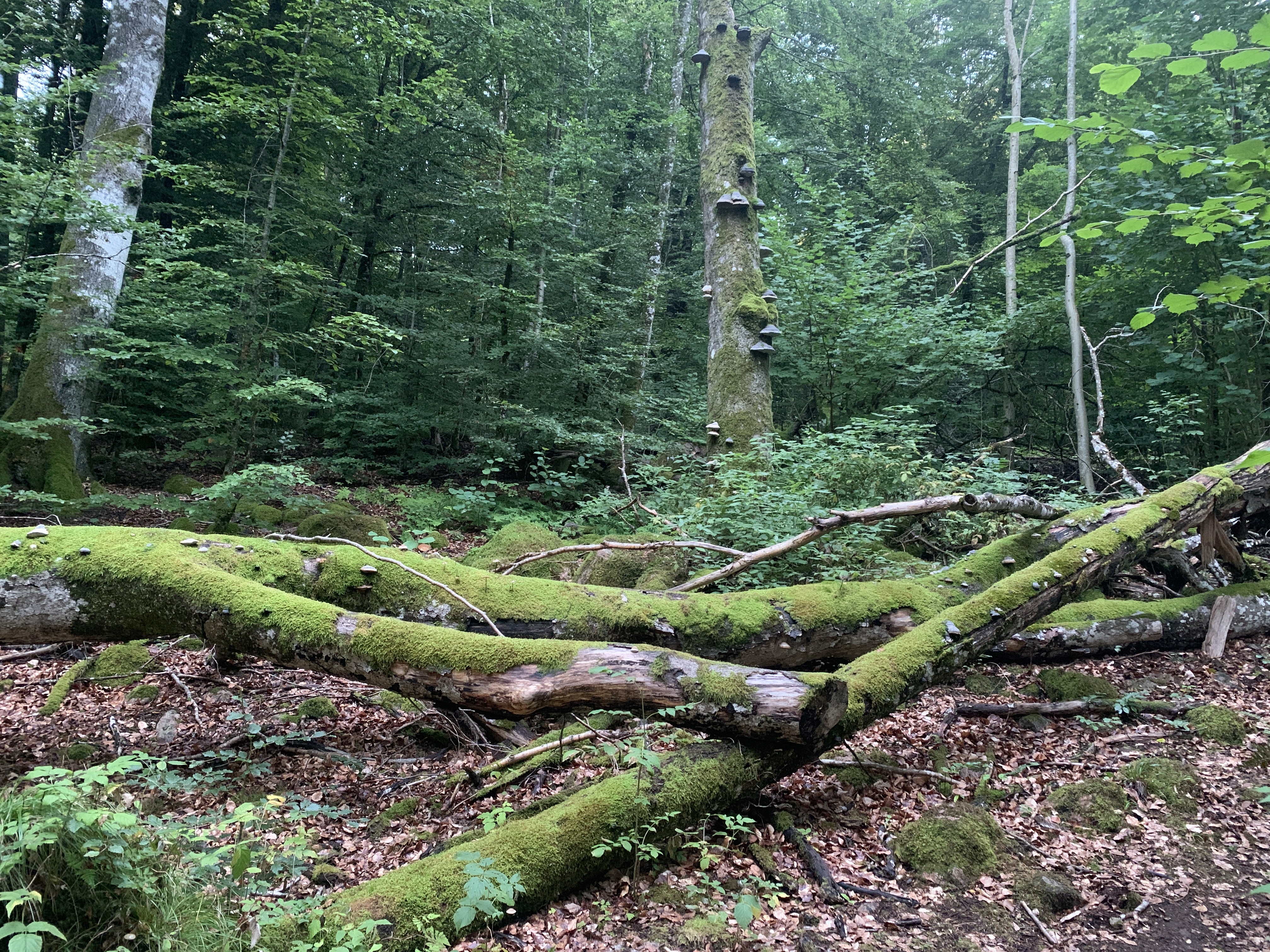
Molla bokskog, Sverige - 2021

Molla bokskog är ett naturreservat öster om Mollasjön i Molla socken i Herrljunga kommun i Västergötland. 
Naturreservatet hör till EU-nätverket Natura 2000 för skyddad natur. Reservatet ligger invid Mollasjöns södra del och består i huvudsak av gammal bokskog, delvis med anor från 1600-talet. På de gamla träden växer sällsynta mossor och lavar. 
Reservatet är omkring 30 hektar stort, det inrättades år 2001 och förvaltas av Västkuststiftelsen.